# سكاي براون
سكاي براون (مواليد 7 يوليو 2008)  هي لاعبة تزلج على اللوح بريطانية، حصلت على الميدالية البرونزية في أولمبياد 2020.